# Ronan Floch
Ronan Floch es un deportista francés que compitió en vela en la clase 470. Ganó una medalla de plata en el Campeonato Europeo de 470 de 2006.

## Palmarés internacional
| \| Campeonato Europeo \| Campeonato Europeo \| Campeonato Europeo \| Campeonato Europeo \| \| Año \| Lugar \| Medalla \| Clase \| \| ------------------ \| ---------------------- \| ------------------ \| ------------------ \| \| 2006 \| Balatonfüred (Hungría) \| Medalla de plata \| 470 \| |                        |                  |       |
| Campeonato Europeo |                        |                  |       |
| Año | Lugar                  | Medalla          | Clase |
| 2006 | Balatonfüred (Hungría) | Medalla de plata | 470   |